# JUST A HERO (BOØWYのアルバム)
『JUST A HERO』（ジャスト・ア・ヒーロー）は、日本のロックバンドであるBOØWYの4枚目のオリジナル・アルバム。
1986年3月1日に東芝EMIのイーストワールドレーベルからリリースされた。前作『BOØWY』（1985年）よりおよそ9か月振りにリリースされた作品であり、作詞は氷室京介および松井恒松、ポール・ジャンセンが担当、作曲は氷室および布袋寅泰、プロデュースは布袋が全面的に担当し、初のバンドメンバーによるセルフプロデュースとなった。
レコーディングは全国ツアー「BOØWY'S BE AMBITIOUS TOUR」の合間を縫うように日本国内の各地にて行われ、同バンドとしては最も長期間且つ多岐に亘る箇所でのレコーディング作業となった。エンジニアとして前作を手掛けたマイケル・ツィマリングが参加しており、ベルリン滞在による影響を受けた氷室による歌詞とニュー・ウェイヴのサウンドを昇華させた布袋によるアレンジを特徴としている。
本作からは先行シングルとして「わがままジュリエット」がシングルカットされたほか、本作収録曲の「Justy」がフジテレビ系バラエティ番組『いきなり!フライデーナイト』（1986年）のオープニングテーマとして使用され、BOØWYとして初のタイアップとなった。本作はオリコンアルバムチャートにおいて初登場第5位となり、売り上げ枚数は累計で約81万枚を記録した。また、ローリング・ストーン日本版の「Rolling Stoneが選んだ日本のロック名盤100選」において第75位を獲得した。

## 背景
1985年、ユイ音楽工房と契約を交わしレコード会社を東芝EMIへと移籍する形で新たなスタートを切ったBOØWYであったが、初の海外レコーディングおよびライブを経験し、3枚目のアルバム『BOØWY』（1985年）リリースから4日後の6月25日には初の大ホール公演となる渋谷公会堂でのライブを行い会場は超満員となった。コンサート告知は『ぴあ』に1回載せただけであり、ライブ休止中に口コミにてBOØWYの事が広まった結果地方からも聴衆が集まったという。
6月からは小規模なツアーとして「BEAT TO PLATON」を6都市全8公演で開催、イベント参加としては7月20日に小樽第2埠頭にて行われた「ボートフェス」、8月3日には日比谷野外音楽堂にて行われた「アトミック・カフェ・フェスティバル」に参加した。8月22日には12インチシングルとして「BAD FEELING」のリミックスバージョンをリリースし、9月より初の本格的な全国ツアーとなる「BOØWY’S BE AMBITIOUS TOUR」を実施、その後10月よりライブツアーの合間を縫う形でレコーディングは進められていた。また、ツアー最終日である12月24日の渋谷公会堂の公演では、メンバーの布袋寅泰と歌手である山下久美子の結婚が報告された（後1997年に離婚）。
10月末からは山中湖のミュージックインスタジオにて本作のレコーディングが開始され、氷室と布袋により30曲におよぶ楽曲が用意された。全てのレコーディング作業が終了し、12月27日にはトラックダウンを行うためにベルリンのハンザ・スタジオへとメンバーは再び足を運んでいた。12月31日にはNHK総合音楽番組『ミュージック・ウェーブ85』にて放送された日本青年館でのライブ映像が反響を呼び、1986年1月24日に中野サンプラザで行われた追加公演はチケットが即日完売となった。1月27日には布袋は山下との結婚式を行った。

## 録音、制作

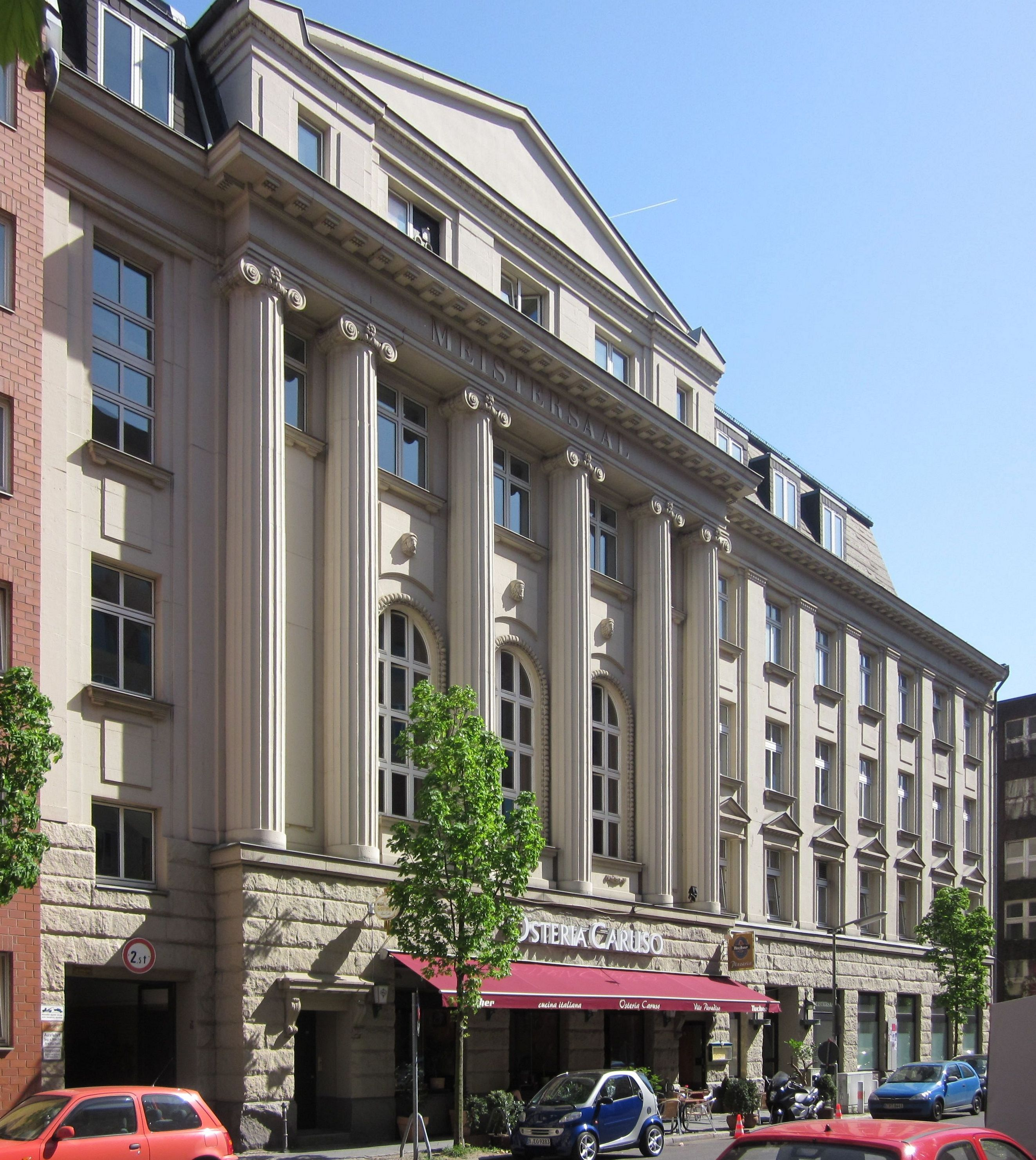
トラックダウンが行われたハンザ・スタジオ

1985年10月24日より本作のレコーディングは開始され、28日まではミュージックインスタジオ、翌29日から31日までは河口湖スタジオ、11月15日から20日までは伊豆キティスタジオ、11月27日、28日、12月1日、2日はKRSスタジオ、12月7日にはマグネットスタジオ、12月8日には東芝EMIスタジオと合計20日、6カ所のスタジオを使用して完成した。トラックダウンは同年12月29日から1986年1月6日にかけてベルリンのハンザ・スタジオにて行われた。本作のレコーディングはライブツアー「BOØWY’S BE AMBITIOUS TOUR」の空き時間を利用して合間を縫うようにして1か月半程度のタイトなスケジュールで行われた。メンバーからの要望によりレコーディング・エンジニアには前作を手掛けたマイケル・ツィマリングが再び参加している。レコーディングは日本国内で行われたため、ツィマリングはそのために来日することとなった。山中湖および河口湖、伊豆などリゾート・スタジオと呼ばれる場所を使用した合宿レコーディングであり、伊豆での食事の豪華さにメンバーおよびスタッフ一同は感嘆の声を挙げていたという。
前作『BOØWY』のプロデューサーである佐久間正英は「サウンド・アドバイザー」の肩書で参加しているが、スタジオ作業も佐久間が仕切っていた前作とは違い布袋寅泰が主導権を握り、実質布袋1人で全てのアレンジを仕上げたため初のセルフ・プロデュースと呼べる作品となった。氷室によれば佐久間はメンバーの意向を察知しており、本作においてはあくまでサポートという形での参加となった。制作に関する段取りは全て布袋に一任され、氷室は作詞に専念するなど完全な分担作業となった。高橋まことは自著『スネア』にてそれまでライブバンドとして活動してきたBOØWYが、初めて「音源を残す」作業に意識的になった作品であると述べている。また、初めて氷室が自らの演奏によるデモテープを作成した他、本アルバム制作において収録曲候補として氷室、布袋によって約30曲が作られ、その中から11曲を選曲している。松井恒松は自著『記憶』にて布袋による曲はBOØWYとしてのステージを意識した曲が多く、氷室による曲はバンドとしてよりも個人的な印象の強い曲が多いため、選曲に当たっては布袋の曲が採用される事が多くなり、氷室から「自分としてはいい曲だと思うけど、松井はなぜ気に入ってくれないんだ」、「どういう曲を作ったらおまえは喜んでくれるんだ」と問われた事があったと述べている。
作詞に関して氷室は、前作まではスタジオ内で2週間程度で熟慮せずに行っていたが、本作では集中するために郷里に帰省して自宅に籠って行っており、本作の詞は「深く読めない人にもラヴ・ソングにきこえて、しかし、本当にわかっちゃう人には、すごくわかっちゃうっていう詞を書きたかったんだ」と述べている。また、氷室からの要請により本作にて松井恒松が初めて「LIKE A CHILD」にて作詞を手掛ける事となり、歌詞中の「クリスチャーネ」という名前は氷室が提案したものであった。当時のインタビューにおいて歌唱法が優しくなっているのではないかと問われた氷室は、それまではシャウトする事で周囲から喜ばれると理解した上であえて行っていたが、毎回同じパターンでは誤解される恐れを感じた事から「今回は、一作詞家として、一ヴォーカリストとして、自分を表現したかった」と述べている。1991年のインタビューにおいて氷室は、本作の歌詞に関して「あの頃だから書けたんだよね」と述べており、また現状では本作のような歌詞を全曲分制作することは不可能であると述べている。6曲目「1994 -LABEL OF COMPLEX-」にはゲストボーカルとしてシンガーソングライターである吉川晃司が参加している。当時はフィーチャリングという概念が一般的ではなく、所属レコード会社の枠を超えて別アーティストの作品に参加する事は非常に困難であったが、布袋の妻である山下と吉川が同じ事務所であったために実現した。また、吉川と布袋は曲タイトルに含まれている言葉を使用した「COMPLEX」というユニットを後に結成している。

## 音楽性と歌詞
松井は自著『記憶』にて本作は氷室と布袋の両名が実験的なアプローチをしたアルバムであると述べ、ビートルズで例えるなら『サージェント・ペパーズ・ロンリー・ハーツ・クラブ・バンド』（1967年）のような作品であると位置付けている。高橋は自著『スネア』にて本作は氷室の色が強く出ていると述べ、次作である『BEAT EMOTION』（1986年）は布袋の色が強く出ていると述べている。タイトル曲である「JUST A HERO」に関して、氷室は若者へのメッセージソングであると述べ、松井は同曲のテーマは「勇気」であると述べている。本作のタイトルは当初『ROUGE OF GRAY』が有力候補となっていたが、事務所プロデューサーであった糟谷銑司の強い意向により『JUST A HERO』に決定した。また「ROUGE OF GRAY」はシングルカットの候補曲として、最後まで「わがままジュリエット」と競った曲であった。
音楽誌『別冊宝島1322 音楽誌が書かないJポップ批評43 21世紀のBOØWY伝説』にて文芸評論家の町口哲生はポップな楽曲として3曲を挙げ、「わがままジュリエット」は間奏のギターソロや歌詞の面白さが魅力、「JUSTY」はアップテンポなリズムでスパニッシュギターからエレクトリック・ギターに移行するアレンジやサビがキャッチーである事、「ミス・ミステリー・レディ」はイントロに「禁じられた遊び」（1952年）の逆再生が使用され電磁ノイズのようなギターソロが重ねられている事などが特徴であると指摘した。さらにメッセージ色の強い楽曲として2曲を挙げ、「1994 -LABEL OF COMPLEX-」の着想がデヴィッド・ボウイのアルバム『ダイアモンドの犬』（1974年）に収録された楽曲「1984年」であると推測し1994年のメトロポリスを舞台に逆説的なメッセージが盛り込まれていると指摘、「BLUE VACATION」は「＜レジスタンス～＞といった歌詞がアルバム自体を撹乱するかのごとく挿入されている」と述べ、それぞれの曲に登場する「プロレタリア＝市民社会の外部に見放された下層ブルジョア」もしくは「レジスタンス＝抵抗、反抗、妨害」という言葉により「アイロニカルな意味で矛盾するように構想された楽曲」であると指摘した。その他にも、「DANCING IN THE PLEASURE LAND」は、「イントロから引き込まれるダンサブルな楽曲」、「ROUGE OF GRAY」は打ち込み音が主体である事を指摘した上でデヴィッド・ボウイの「レッツ・ダンス」（1983年）のような楽曲であると指摘、「PLASTIC OCEAN」は「英詩によるストレートなロックンロールである楽曲」と触れた上で、本作の音楽性が「BOØWYのバックボーンとなる音楽が1枚にパッケージ化され、彼らならではのニュー・ウェイブ=「ノー・ウェイブ」が発揮された」と述べている。
音楽情報サイト『OKMusic』にて音楽ライターの帆苅竜太郎は、耳に残る印象的なメロディーによってアルバム全編が構成されているが、「全体を通してくどくも脂っぽくもなっていないのは確かなアレンジ力によるところだろう」と指摘、さらに本作の音楽性がバラエティーに富んでおりロキシー・ミュージックやフランキー・ゴーズ・トゥ・ハリウッドなどの影響下にありながらも「影響下にあったことを忘れてしまうような構成になっていることが心憎い」と述べている。また本作のサウンドメイキングはニュー・ウェイヴの影響下にあり、当時海外のニュー・ウェイヴバンドが上手くサウンドとして昇華できていなかった事例が少なくなかった中、BOØWYはそのエッセンスを自らの音楽性として導入する事に成功した稀有な例であるとした他、「派手さだけでなく、地味ながらしっかりとした構築力も聴き逃せない」とも述べている。

## 楽曲

### SIDE 1
1. 「DANCING IN THE PLEASURE LAND」
ディレクターの子安次郎はデモテープの段階で1曲目になると予感できた曲であると述べた他、「これ以降のバンドの大成功を暗示するかのようなスケールの大きさ、独特な個性、神秘性、時代性などを感じさせる楽曲」とも述べている[8]。『音楽誌が書かないJポップ批評43 21世紀のBOØWY伝説』にて文芸評論家の町口哲生は、「エレクトロニクスとファンクを上手くブレンドしたダンサブルなナンバー」、「BOØWYの目指したニューウェイブが如何なく発揮された名曲」と述べている[29]。書籍『PERFECT BOOK BOØWY』では、タムを使用した高橋のドラムス演奏に関して「非常にダンサブル」であると指摘したほか、「エキゾチックな雰囲気漂わせる曲調で、歌詞には氷室独特の言語センスが光っている」と記されている[30]。
2. 「ROUGE OF GRAY」
当初の仮タイトルは「Scritti station」[30]。元々は先行シングルとなる予定であった曲であり、またアルバムタイトル候補ともなった本作の中心的な楽曲[8][30]。子安は「イントロのシンセによる音がとても効果的に使われている」と述べている[8]。『音楽誌が書かないJポップ批評43 21世紀のBOØWY伝説』にてライターの安部薫は、本曲がアルバムが示すサウンドの斬新さが表れた曲であると述べ、ドラムの状態がパワー・ステーションを彷彿させるとし、本曲がシングルカットされていた場合はアルバム『JUST A HERO』は一部のファンにのみ受け入れられ後のBOØWYの存在も変化していたかもしれないと予測した[31]。書籍『PERFECT BOOK BOØWY』では、「緊張感のあるイントロから歌に入った途端、垢抜けたアーバンな雰囲気へと一変する」と記されており、また布袋による繊細なギターアレンジが特徴であるとも記されている[30]。
3. 「わがままジュリエット」
3枚目のシングル。詳細は「わがままジュリエット」の項を参照。
4. 「PLASTIC OCEAN」
ロックンロールおよびロカビリー調の曲[31]。当時まだ発展途上であったCD市場の拡大のために収録され、アナログレコード盤には収録されていない[8]。作詞担当のポール・ジャンセンとは2名による共作のペンネームであるが、人物の正体は明かされていない[8][30]。全英語詞の曲であり、書籍『PERFECT BOOK BOØWY』によれば歌詞の内容は「何をしても忘れられない昔の恋人に対し、再び戻ってきて欲しいと願う心情」が表現されている[30]。
5. 「JUSTY」
バラエティ番組『いきなり!フライデーナイト』（1986年、フジテレビ系列）のオープニングに使用された[4]。本作リリース当時にスバル・ジャスティが発売されテレビCMが頻繁に放送されていた事から、CM曲として「JUSTY」を売り込んだが拒否されたというエピソードがある[8]。また本来「JUSTY」は他アーティストへの提供曲として制作されたが没となったためBOØWYの曲として使用される事となった[8]。子安は「メロディー、リズムパターン、言葉の乗り方、作品の展開のどれをとっても見事な出来」と述べている[8]。リリース当時のテレビ出演では頻繁に演奏された[32]。『音楽誌が書かないJポップ批評43 21世紀のBOØWY伝説』にてライターの齋藤奈緒子は、イントロのギターリフが印象的でありその後タイトな8ビートと王道のメロディーによるロックンロールナンバーへと展開する曲であると述べた他、スパニッシュギターからギターソロへ移行する点などを踏まえ「外し技が施され、単なるポップナンバーに留まらないハードルの高さを設定している」と指摘した他、デザートを意味するフランス語「デセール」やジャマイカのラム酒である「ボナンザグラム」などが使用された氷室による歌詞にも着目している[33]。書籍『PERFECT BOOK BOØWY』では、Aメロがサビのようにキャッチーな曲であると指摘したほか、サビ部分のバック演奏がイントロと同一であることを記している[30]。また、スパニッシュなアコースティック・ギターによる演奏からリバーブが掛かったエレクトリック・ギターの演奏に繋がるギターソロに関しても非常に凝っていると指摘したほかに「ドラマティックな展開」であると記している[30]。トリビュート・アルバム『BOØWY Tribute』（2003年）において、藤木直人によるカバーが収録されている[34]。
6. 「JUST A HERO」
BOØWYの曲としては珍しく5分を超える大作となっている[8]。曲間に入るコーラス部分の英詞は、デヴィッド・ボウイの楽曲「チェンジス（英語版）」（1972年）の一節を引用している[30]。子安は「BOØWYが持っていた"アンチテーゼ"と"ポピュラリティー"という二面性にも通じる素晴らしいタイトル」であると述べている[8]。『音楽誌が書かないJポップ批評43 21世紀のBOØWY伝説』にてライターの宮城正樹は、イギリスのニュー・ウェイブを導入していた時期の代表的な曲であると述べている[33]。書籍『PERFECT BOOK BOØWY』では、イントロに関して「シンセサイザーを多用した空間の広がりを感じるプログレッシヴな導入部分」と指摘し、また徐々に音数が増えていくことに触れた上で「壮大な展開の楽曲」であると記している[30]。

### SIDE 2
1. 「1994 -LABEL OF COMPLEX-」
本曲に関して町口は、ジョージ・オーウェルの小説『1984年』（1949年）からの影響でデヴィッド・ボウイが制作し、アルバム『ダイアモンドの犬』（1974年）に収録された楽曲「1984年」からの着想ではないかと述べている[27]。またレコード会社契約上の問題でクレジットに一切記載はないが、当時布袋と親交のあったシンガーソングライターである吉川晃司が、氷室とのツインボーカルの形でゲスト参加している[8][35]。『音楽誌が書かないJポップ批評18 BOØWYと「日本のロック」』では、「詞の意味より語感を重視する傾向は特にこの曲で顕著」と記している[32]。『音楽誌が書かないJポップ批評43 21世紀のBOØWY伝説』にて齋藤は、氷室による歌詞が散文的あるいは断片的なイメージであると指摘し、ニュー・ウェイブやファンク、スパニッシュギターなどが盛り込まれたトリッキーなアレンジであり『JUST A HERO』を象徴する攻撃的な曲であると述べている[36]。書籍『PERFECT BOOK BOØWY』では、「ミドルテンポのスリリングなサウンドの上に氷室の難解な歌詞が乗る曲」であると指摘した上で、歌詞に使用された単語からメンバーが思い描く1994年のイメージが感じ取れると記されている[30]。
2. 「ミス・ミステリー・レディ (Visual Vision)」
当初の仮タイトルは「VISUAL VISION」であり、正式なタイトルにおいても副題として使用されている[30]。イントロの部分は「禁じられた遊び」を逆回転したもの[32][30]。BOØWYの楽曲は積極的にタイアップの交渉は行われなかったが、本曲は化粧品のCMに合っているとの声が多数寄せられたと子安は述べている[37]。書籍『PERFECT BOOK BOØWY』では、「『禁じられた遊び』を逆回転させたイントロからスピード感のある本編へ雪崩れ込む、隠れた名曲」であると記されている[30]。氷室のベスト・アルバム『L'EPILOGUE』（2016年）において、氷室自身によるカバーが収録されている[38][39]。
3. 「BLUE VACATION」
子安は布袋のコーラス・ワークが後のソロ作品に向けての試みとなった可能性を示唆した他、「氷室のキワドイ歌詞に絡みつくように構築されているコーラスが、とても印象的である」と述べている[37]。とあるライブにおいて氷室がこの曲の演奏終了後にバック転をした事がある[32]。『音楽誌が書かないJポップ批評43 21世紀のBOØWY伝説』にて町口は、イントロとエンディングが変化に富んだガムランのようなリズム構造の曲であると述べた他、歌詞に関しては「退廃的で、気だるい雰囲気が独特で妖しい美しさを醸し出している」と述べている[29]。書籍『PERFECT BOOK BOØWY』では、「シンセとクリーンギターの兼ね合いが透明感を醸し出す一曲」であると指摘した上で、歌詞に関しては韻の踏み方が特徴的であり、またバック演奏の雰囲気に反する女性目線のエロティックな内容であることに触れた上で、「かき鳴らすようなギターソロは淫靡な喘ぎ声のようにも聴こえる」と記されている[40]。
4. 「LIKE A CHILD」
氷室から勧められたために松井が作詞を行っており、「クリスチャーネ」という名前や詞の世界観は氷室から要求されたと松井は述べている[24]。「JUST A HERO TOUR」では松井がシンセベースを演奏している[注釈 1]。子安は「80年代前半に世界に吹き荒れたニューウェイブの香りを強く感じる楽曲である」と述べている[37]。『音楽誌が書かないJポップ批評43 21世紀のBOØWY伝説』にてライターの永井純一は、「布袋の手クセ全開のイントロからはじまり、シンセを導入したリズム隊のシャッフル感が心地よいポップ・ナンバー」であると述べている[33]。書籍『PERFECT BOOK BOØWY』では、「しがらみで雁字がらめになった大人に対し、『子供』という比喩を用いながら解き放たれるよう促す、ストレートな応援歌」であると記している[40]。また、松井はソロ活動において本曲を弾き語りで演奏している[32]。
5. 「WELCOME TO THE TWILIGHT」
当初の仮タイトルは「TELL ME」であり、クリスマスソングとして制作されていた[40]。子安は制作段階で大きく歌詞が変更された曲であると述べ、BOØWYの中で季節を限定した曲はほぼ見当たらないが本作がクリスマスソングとして制作されていれば唯一季節感のある曲となった可能性がある事を示唆した[37]。また、歌詞中にある「アレスクラ」とはドイツ語で「IT'S OK（分かったよ）」の意味であり、子安はツィマリングから教わった言葉であると述べている[8]。また、子安は「エンディングのゴージャスな感じも鳥肌ものである」と述べている[8]。書籍『PERFECT BOOK BOØWY』では、ギターやシンセサイザーの音色に透明感があることから、クリスマスソングとしての名残を感じると記されている[40]。

## リリース、アートワーク
本作は1986年3月1日に東芝EMIのイーストワールドレーベルより、LP、CT、CDの3形態でリリースされた。なお、「PLASTIC OCEAN」はLPには未収録となっているが、当時まだ発展途上であったCDの売上を伸ばすために、各レコード会社がCDのみ楽曲追加収録するという戦略がとられていたことから、本作でも採用されたものである。本作用の写真撮影は写真家の加藤正憲によって行われた。氷室によれば加藤の参加などにより「音楽を人に伝えてゆくための輪が完璧になりつつある頃」であり、音楽ライターが周囲に増加した時期でもあると述べている。
本作リリース以前のシングルリリースに関して、当初スタッフ側からは「BAD FEELING」のB面曲であった「NO. NEW YORK」を改めてA面曲としてリリースするという提案が出されるもメンバーはこれに強く反対した。また本作からのシングルカットとして、本作制作の過程でスタッフからはロックバンドとして相応しい「ROUGE OF GRAY」をシングル候補曲として推薦されたが、ディレクターの子安は「わがままジュリエット」をシングル候補曲として提示し、「これはBOØWYではない」と難色を示したスタッフの意見もあったものの、同年2月1日に先行シングルとしてリリースされた。
後にCD-BOXである『BOØWY COMPLETE』に収録される形で1991年12月24日、1993年3月3日、2002年3月29日の計3回リリースされ、2002年版では初めて20ビット・デジタルリマスター版が収録された。さらに2005年2月16日には24ビット・デジタルリマスター版が単体でリリース、解散宣言から20年となる2007年12月24日には紙ジャケット仕様でリリース、デビューから30周年となる2012年12月24日にはブルースペックCD2でリリースされた。
その後も35周年を記念して2017年6月28日に2007年リリースの紙ジャケット盤が限定復刻、同年7月26日には180gの重量盤としてロサンゼルスのマスタリングスタジオであるバーニー・グランドマン・マスタリングにてカッティングが行われたLP盤として再リリース、さらに2018年3月28日にはハイレゾリューションオーディオ化された音源がFLACとして再リリースされた。

## プロモーション
本作リリース後、メンバーは全国各地のライブハウスやイベントホールにて「BOØWY FILM EVENT - JUST A HERO SPECIAL」と題されたフィルムコンサートを実施、BOØWYの歴史を1本の映像作品としてまとめ、自らがゲストとなりファンとの交流を図るイベントとして行った。
また、本作リリース前後よりテレビ番組出演の回数も増えていき、2月3日放送のテレビ神奈川音楽バラエティ番組『ファンキートマト』（1978年 - 1993年）、2月21日放送のテレビ東京音楽番組『NEW AGE MUSIC』などの地方局の番組出演の他、全国ネット番組としてフジテレビ系深夜番組『オールナイトフジ』（1983年 - 1991年）に数回出演した他、本作リリースから4日後にはフジテレビ系音楽番組『夜のヒットスタジオDELUXE』（1985年 - 1989年）に初出演し、「わがままジュリエット」を演奏している。その際に氷室の初恋の人物が登場するシーンが放送されたが、番組側からこの企画を打診された氷室は快諾したものの後に後悔し、氷室による「テレビに出るのが大好きです」との発言は「完全に皮肉だった」と高橋は述べている。
その後も3月28日および4月4日放送の毎日放送音楽番組『TV音楽館』や4月26日放送の中京テレビ放送バラエティ番組『5時SATマガジン』（1981年 - 1993年）において「ロックスターボウリング大会」と題した企画に出演してメンバー全員がボウリングを行い、5月3日にも同番組に出演、5月30日放送のフジテレビ系バラエティ番組『いきなり!フライデーナイト』（1986年 - 1989年）に出演するなどテレビ番組への露出が格段に増していった。また、収録曲である「JUSTY」がメンバー自身も出演した『いきなり!フライデーナイト』のオープニングテーマとして使用され、BOØWYとして初のタイアップとなった。

## ツアー

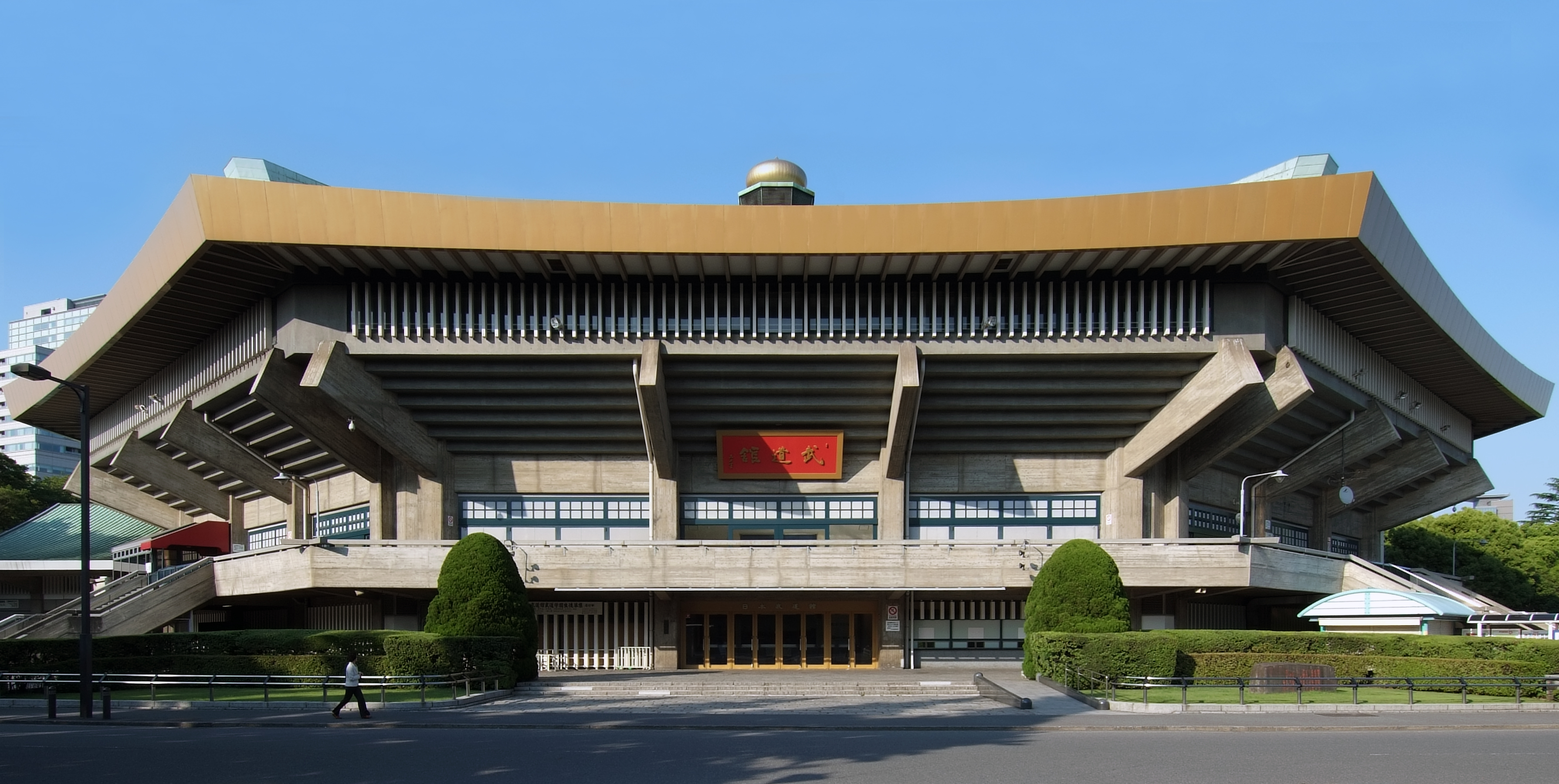
ツアー最終日の会場となった日本武道館

本作をリリース後に行ったフィルムイベントを受ける形で、1986年3月24日の青山スパイラルホールを皮切りに、「JUST A HERO TOUR」と題して全国25都市37公演が行われた。チケットは発売と同時にほとんどの会場で即完売、ステージセットは映画『ブレードランナー』（1982年）を意識したものとなっていた。5月1日の高崎市文化会館公演はビデオ撮影が行われ、後にBOØWYとして初の公式ライブビデオとなる『BOØWY VIDEO』（1986年）に収録された。
ツアー最終日である7月2日には初の日本武道館単独公演が行われ、後にその模様がライブアルバム『“GIGS” JUST A HERO TOUR 1986』（1986年）としてリリースされた。当日はザ・ビートルズ日本公演から20年後にあたり、氷室による「ライブハウス武道館へようこそ！」というMCが当時話題となった。高橋は当時ライバル視していたARBやルースターズよりも先に日本武道館公演が達成できた事を誇らしく思うとともに、ビートルズ公演と同じステージに立てた事に感無量であったと述べている。動員数は1万人となり、演奏曲は全17曲で本作収録曲以外にも「ホンキー・トンキー・クレイジー」や「IMAGE DOWN」、「GIVE IT TO ME」など幅広く選曲された。アンコールでは「DANCING IN THE PLEASURE LAND」と「NO. NEW YORK」が演奏され、午後8時30分に至らずに終幕となった。

## 批評
| 専門評論家によるレビュー                   | 専門評論家によるレビュー      |
| レビュー・スコア                           | レビュー・スコア              |
| 出典                                       | 評価                          |
| ------------------------------------------ | ----------------------------- |
| Player 1986年3月号                         | 肯定的                        |
| ミュージック・マガジン 1986年4月号         | 6/10点                        |
| 別冊宝島653 音楽誌が書かないJポップ批評18  | サウンド: 肯定的 歌詞: 否定的 |
| 別冊宝島1322 音楽誌が書かないJポップ批評43 | 肯定的                        |
| CDジャーナル                               | 肯定的                        |
| OKMusic                                    | 肯定的                        |

本作に対する批評家たちのサウンド面に関する評価は概ね肯定的な意見となっており、音楽誌『Player』1986年3月号では、本作が前作『BOØWY』を土台としてその上に積み上げられた作品であると位置付けた上で、「彼らの新しい側面、強靭なファンク・ビートから浮遊感漂うエスニック・サウンドまで、1コマごとに明度と輝度を変え、めくるめく音の洪水を浴びせてくれる」と称賛、音楽誌『別冊宝島653 音楽誌が書かないJポップ批評18 BOØWYと「日本のロック」』にてライターの根本桃GO!は、「音の面では意外とハード。聴きようによっては紛れもないロックといっていい部分が多々ある。リズムとビートは強固で全体にうねりのようなものが出てきた。曲自体の完成度も高い」と称賛、音楽誌『別冊宝島1322 音楽誌が書かないJポップ批評43 21世紀のBOØWY伝説』にて文芸評論家の町口哲生は、「全体的にリズムを強調したタイトなサウンドに、氷室のあの独特な歌い回しと、布袋の電磁ノイズのようでいて計算され尽くしたギターが一体となり、しかもポップなメロディで聴きやすい」として「文句なしの一押しのアルバム」と評価した他、「日本の現代文化の『複合性』や『馴化』といった問題を考える上でも、本アルバムは『自己適応化』と『自己外来化』がうまくマッチした稀有な一枚」と絶賛、音楽情報サイト『CDジャーナル』では「リズムを強調したタイトなサウンドと氷室京介のノリの良いシブめのヴォーカルが一体となり、自信に満ちたアルバムに仕上がっている」と評した他、「親しみやすさと彼らのオリジナルなスタイルの確立が両立」した作品であるとして、メンバーおよびファンからの評価が最も高く「金字塔的な作品のひとつ」であるとして絶賛、音楽情報サイト『OKMusic』にて音楽ライターの帆苅竜太郎は、評価ポイントとして全曲が良質なメロディーを持ちキャッチーである事や歌に絡みつくギターが同様に全編通してキャッチーである事を絶賛し、また両者が相殺し合っていない事を指摘した上で「どちらがリードするわけでもなく、互いに絡み合って昇華していくさまは、今聴いてもスリリングで素晴らしい」と絶賛した。
一方で歌詞に関しては一部で否定的な意見が挙げられ、音楽誌『ミュージック・マガジン』では、歌詞が聴き取れず、歌詞カードを見ても理解できなかったと述べた他、歌謡曲のようであるとして否定的に評価したものの、布袋のギターに関しては「今回はバッキングに徹していて無理がない。歌謡ロックって太っ腹なのだ」と一部肯定的に評価し、10点満点中6点の採点となった。また音楽誌『別冊宝島653 音楽誌が書かないJポップ批評18 BOØWYと「日本のロック」』にて根本は歌詞が「バブリーな記号に満ち溢れ、なんだか分からないオシャレなアーバンライフ風のイメージで埋め尽くされている」とした上で洋楽志向のリスナーから本作が忌避された原因ではないかと主張した。その他、ローリング・ストーン日本版の「Rolling Stoneが選んだ日本のロック名盤100選」において第75位を獲得した。

## チャート成績
オリコンアルバムチャートにおいて、本作のLPは最高位第5位の登場週数37回で売り上げ枚数は10.2万枚となった。BOØWYのアルバムとしては初のベスト10入りを果たしたが、世間一般では「ギタリストが山下久美子の旦那のバンド」という程度の認知度であったため、何故本作がランクインしているのか理解できないメディアが数多く見受けられたと布袋は述べている。また氷室によれば本作は「表現としてやるべきことはすべてやった」ことと、「それが受け止められて評価やセールスになる」という2つの意味でピークを迎えた作品であり、10万枚という売り上げに対して「あぁ、売れちゃったって。親戚も困っちゃうだろうなとか。実際、大したことなかったんだけど」と述べている。また、本作の完成度に満足していたことから解散に関する予兆が出始め、元々メンバー間で「ある程度頂点まで行ったらそれを維持するみたいな姿はやめようね」という共通認識があったのではないかと氷室は推測し、「何かけっこうピークは目の前だなって気はすごいした」と述べている。その他に本作がヒットした事で、事務所からメンバー全員に100万円の臨時ボーナスが与えられた。本作はその後も売り上げを伸ばしていき、最終的な累計では売り上げ枚数は約81万枚となった。
オリジナル版はBOØWYのアルバム売上ランキングにおいて第12位となったほか、2012年版は第37位、2017年版は第44位となっている。ねとらぼ調査隊によるBOØWYのアルバム人気ランキングでは2021年および2023年の2回の調査において第1位となった。

## 収録曲

### LP版
| #         | タイトル                                                                   | 作詞      | 作曲      | 編曲      | 時間  |
| --------- | -------------------------------------------------------------------------- | --------- | --------- | --------- | ----- |
| 1.        | 「DANCING IN THE PLEASURE LAND」(ダンシング・イン・ザ・プレジャー・ランド) | 氷室京介  | 布袋寅泰  | 布袋寅泰  | 4:31  |
| 2.        | 「ROUGE OF GRAY」(ルージュ・オブ・グレイ)                                  | 氷室京介  | 布袋寅泰  | 布袋寅泰  | 2:49  |
| 3.        | 「わがままジュリエット」                                                   | 氷室京介  | 氷室京介  | 布袋寅泰  | 4:33  |
| 4.        | 「JUSTY」(ジャスティー)                                                    | 氷室京介  | 布袋寅泰  | 布袋寅泰  | 3:53  |
| 5.        | 「JUST A HERO」(ジャスト・ア・ヒーロー)                                    | 氷室京介  | 布袋寅泰  | 布袋寅泰  | 5:26  |
| 合計時間: | 合計時間:                                                                  | 合計時間: | 合計時間: | 合計時間: | 21:12 |

| #         | タイトル                                                                                           | 作詞      | 作曲      | 編曲      | 時間  |
| --------- | -------------------------------------------------------------------------------------------------- | --------- | --------- | --------- | ----- |
| 6.        | 「1994 -LABEL OF COMPLEX-」(1994 レーベル・オブ・コンプレックス)                                   | 氷室京介  | 布袋寅泰  | 布袋寅泰  | 4:25  |
| 7.        | 「ミス・ミステリー・レディ (Visual Vision)」(ミス・ミステリー・レディ（ヴィジュアル・ヴィジョン）) | 氷室京介  | 氷室京介  | 布袋寅泰  | 3:57  |
| 8.        | 「BLUE VACATION」(ブルー・ヴァケーション)                                                          | 氷室京介  | 布袋寅泰  | 布袋寅泰  | 3:34  |
| 9.        | 「LIKE A CHILD」(ライク・ア・チャイルド)                                                           | 松井恒松  | 布袋寅泰  | 布袋寅泰  | 4:18  |
| 10.       | 「WELCOME TO THE TWILIGHT」(ウェルカム・トゥ・ザ・トワイライト)                                    | 氷室京介  | 布袋寅泰  | 布袋寅泰  | 5:59  |
| 合計時間: | 合計時間:                                                                                          | 合計時間: | 合計時間: | 合計時間: | 22:13 |

### CT・CD版
- CD付属の歌詞カードに記載されたクレジットを参照[16]。

| #         | タイトル                                                                   | 作詞               | 作曲      | 編曲      | 時間  |
| --------- | -------------------------------------------------------------------------- | ------------------ | --------- | --------- | ----- |
| 1.        | 「DANCING IN THE PLEASURE LAND」(ダンシング・イン・ザ・プレジャー・ランド) | 氷室京介           | 布袋寅泰  | 布袋寅泰  | 4:31  |
| 2.        | 「ROUGE OF GRAY」(ルージュ・オブ・グレイ)                                  | 氷室京介           | 布袋寅泰  | 布袋寅泰  | 2:49  |
| 3.        | 「わがままジュリエット」                                                   | 氷室京介           | 氷室京介  | 布袋寅泰  | 4:33  |
| 4.        | 「PLASTIC OCEAN」(プラスティック・オーシャン)                              | ポール・ジャンセン | 氷室京介  | 布袋寅泰  | 3:12  |
| 5.        | 「JUSTY」(ジャスティー)                                                    | 氷室京介           | 布袋寅泰  | 布袋寅泰  | 3:53  |
| 6.        | 「JUST A HERO」(ジャスト・ア・ヒーロー)                                    | 氷室京介           | 布袋寅泰  | 布袋寅泰  | 5:26  |
| 合計時間: | 合計時間:                                                                  | 合計時間:          | 合計時間: | 合計時間: | 24:24 |

| #         | タイトル                                                                                           | 作詞      | 作曲      | 編曲      | 時間  |
| --------- | -------------------------------------------------------------------------------------------------- | --------- | --------- | --------- | ----- |
| 7.        | 「1994 -LABEL OF COMPLEX-」(1994 レーベル・オブ・コンプレックス)                                   | 氷室京介  | 布袋寅泰  | 布袋寅泰  | 4:25  |
| 8.        | 「ミス・ミステリー・レディ (Visual Vision)」(ミス・ミステリー・レディ（ヴィジュアル・ヴィジョン）) | 氷室京介  | 氷室京介  | 布袋寅泰  | 3:57  |
| 9.        | 「BLUE VACATION」(ブルー・ヴァケーション)                                                          | 氷室京介  | 布袋寅泰  | 布袋寅泰  | 3:34  |
| 10.       | 「LIKE A CHILD」(ライク・ア・チャイルド)                                                           | 松井恒松  | 布袋寅泰  | 布袋寅泰  | 4:18  |
| 11.       | 「WELCOME TO THE TWILIGHT」(ウェルカム・トゥ・ザ・トワイライト)                                    | 氷室京介  | 布袋寅泰  | 布袋寅泰  | 5:59  |
| 合計時間: | 合計時間:                                                                                          | 合計時間: | 合計時間: | 合計時間: | 22:13 |

## スタッフ・クレジット
- CD付属の歌詞カードに記載されたクレジットを参照[16]。

### BOØWY
- 氷室京介 – ボーカル
- 布袋寅泰 – ギター、シンセサイザー
- 松井恒松 – ベース
- 高橋まこと – ドラム

### 参加ミュージシャン
- 佐久間正英 – シンセサイザー
- 中西俊博 – ヴァイオリン
- 吉川晃司 – ゲストボーカル[35]（クレジット記載なし）

### 録音スタッフ
- 布袋寅泰 – サウンド・プロデューサー
- 佐久間正英 – サウンド・アドバイザー
- マイケル・ツィマリング – レコーディング・エンジニア
- 小野誠彦 – レコーディング・エンジニア、マスタリング・エンジニア
- 糟谷銑司（ユイ・ロック・プロジェクト） – プロダクション・プロデューサー
- 子安次郎（東芝EMI） – レコーディング・ディレクター
- 土屋浩（ユイ音楽工房） – プロダクション・マネージャー
- 中西真澄 – アシスタント・エンジニア
- 剣持芳明 – アシスタント・エンジニア
- 家守久雄 – アシスタント・エンジニア
- 渡辺省二郎 – アシスタント・エンジニア
- 清水野征也 – アシスタント・エンジニア
- 岡崎ヨシオ – マスタリング・エンジニア

### 美術スタッフ
- カッツ三宅（パイナップルスタジオ） – アート・ディレクション、デザイン
- 加藤正憲 – 写真撮影
- 島津由行 – 衣装
- なかむらけんじ – ヘアー & メイク

### その他スタッフ
- 後藤由多加 – エグゼクティブ・プロデューサー
- 石坂敬一 – エグゼクティブ・プロデューサー

## チャート
| チャート         | リリース年 | 最高順位 | 登場週数 | 売上数   | 規格 | 出典   |
| ---------------- | ---------- | -------- | -------- | -------- | ---- | ------ |
| 日本（オリコン） | 1986年     | 5位      | 37回     | 10.2万枚 | LP   | [ 2 ]  |
| 日本（オリコン） | 1986年     | 49位     | 14回     | 3.5万枚  | CD   | [ 73 ] |
| 日本（オリコン） | 2012年     | 84位     | 2回      | 0.2万枚  | BSCD | [ 74 ] |

## リリース日一覧
| No. | リリース日     | レーベル                                    | 規格         | カタログ番号 | 備考 | 出典                 |
| --- | -------------- | ------------------------------------------- | ------------ | ------------ | --- | -------------------- |
| 1   | 1986年3月1日   | 東芝EMI／イーストワールド                   | LP           | WTP-90389    | 初回生産分のみピンナップポスター（LPサイズ）付属                                                                              | [ 75 ] [ 73 ]        |
| 2   | 1986年3月1日   | 東芝EMI／イーストワールド                   | CT           | ZH28-1648    | | [ 73 ]               |
| 3   | 1986年3月1日   | 東芝EMI／イーストワールド                   | CD           | CA32-1226    | | [ 73 ] [ 64 ] [ 76 ] |
| 4   | 1991年12月24日 | 東芝EMI／イーストワールド                   | CD           | TOCT-6393    | CD-BOX『BOØWY COMPLETE LIMITED EDITION』収録                                                                                  | [ 43 ]               |
| 5   | 1993年3月3日   | 東芝EMI／イーストワールド                   | CD           | TOCT-6393    | CD-BOX『BOØWY COMPLETE REQUIRED EDITION』収録                                                                                 | [ 44 ]               |
| 6   | 2002年3月29日  | 東芝EMI／イーストワールド                   | CD           | TOCT-24793   | CD-BOX『BOØWY COMPLETE 21st CENTURY 20th ANNIVERSARY EDITION』収録 20ビット・デジタルリマスター盤                             | [ 77 ] [ 78 ]        |
| 7   | 2005年2月16日  | 東芝EMI／イーストワールド                   | CD           | TOCT-25611   | 24ビット・デジタルリマスター盤                                                                                                | [ 65 ] [ 46 ]        |
| 8   | 2007年12月24日 | EMIミュージック・ジャパン／イーストワールド | CD           | TOCT-26494   | 24ビット・デジタルリマスター盤 、紙ジャケット仕様、LP盤のレーベルを再現                                                       | [ 79 ] [ 80 ]        |
| 9   | 2012年12月24日 | EMIミュージック・ジャパン／イーストワールド | Blu-spec CD2 | TOCT-98002   | | [ 81 ] [ 82 ]        |
| 10  | 2016年9月5日   | ユニバーサルミュージックジャパン            | AAC-LC       | -            | デジタル・ダウンロード | [ 83 ]               |
| 11  | 2016年9月5日   | ユニバーサルミュージックジャパン            | ロスレスFLAC | -            | デジタル・ダウンロード | [ 84 ]               |
| 12  | 2017年6月28日  | ユニバーサルミュージックジャパン            | CD           | UPCY-9683    | 2007年発売された紙ジャケット仕様（旧品番TOCT-26494）の限定復刻                                                                | [ 85 ] [ 86 ]        |
| 13  | 2017年7月26日  | ユニバーサルミュージックジャパン            | LP           | UPJY-9068    | オリジナルアルバムのLPを完全限定復刻 180g重量盤、LAバーニー・グランドマン・マスタリングにてカッティング                       | [ 87 ] [ 88 ]        |
| 14  | 2018年3月28日  | ユニバーサルミュージックジャパン            | ハイレゾFLAC | -            | デジタル・ダウンロード オリジナルマスターから96kHz/24bitのハイレゾリューションオーディオ化 リマスタリング担当はオノ・セイゲン | [ 89 ] [ 90 ]        |